# Honganoor, Chamarajanagar
Honganoor là một làng thuộc tehsil Chamarajanagar, huyện Chamarajanagar, bang Karnataka, Ấn Độ.